# Dörlemann Verlag
Die Dörlemann Verlag AG ist ein 2003 gegründeter Schweizer Buchverlag für Belletristik und Sachbücher mit Sitz in Zürich. Das Verlagshaus hat sich besonders mit Übersetzungen international renommierter, aber im deutschsprachigen Raum noch wenig bekannter Autoren einen Namen gemacht. Zum weiteren Verlagsprogramm gehören deutschsprachige Gegenwartsliteratur sowie Sachbücher.

## Geschichte
Sabine Dörlemann (* 1961) – in Deutschland aufgewachsene Amerikanistin und Anglistin – hat den Dörlemann Verlag im Januar 2003 in Zürich gegründet. Die Gründerin war zuvor bei zwei Schweizer Verlagen tätig gewesen, zeitweise bei Haffmans und sieben Jahre bei Ammann. Der Verlag residierte anfangs in der Privatwohnung an der Merkurstrasse und bezog später ein eigenes Verlagsbüro an der Kantstrasse. Gleichzeitig erfolgte die Umwandlung der Einzelfirma in die Rechtsform einer Aktiengesellschaft nach Schweizer Recht. Nach einem Umzug in die Nähe des Zürcher Kreuzplatzes im Januar 2012 hat der Verlag seinen Sitz seit Januar 2016 in der Neptunstrasse.
Im Juni 2024 verkaufte Sabine Dörlemann den Verlag an den Kampa Verlag, dessen Vertriebskooperation Liberté Dörlemann bereits vorher beigetreten war. Der Dörlemann Verlag hat weiterhin seinen Sitz in der Neptunstrasse in Zürich und wird seit Dezember 2024 von Christina Müller geleitet.

## Programm
Seinen Einstand gab der Verlag im Herbst 2003 mit einem Werk des ersten russischen Literaturnobelpreisträgers, Iwan Alexejewitsch Bunin. Sein Roman Ein unbekannter Freund in der Übersetzung von Swetlana Geier ist bis heute einer der meistverkauften Titel des Verlags. Mit Verfluchte Tage (2005), Der Sonnentempel (2008), Am Ursprung der Tage (2010), Das Dorf. Suchodol (2011), Gespräch in der Nacht (2013), Vera (2014) und Frühling (2016) folgten weitere Bücher von Bunin, diesmal jeweils von Dorothea Trottenberg übersetzt.
Seit 2004 gab der Verlag mehrere Werke – jeweils in Übersetzungen von Ina Kronenberger – des zeitweise in Berlin lebenden norwegischen Romanciers Dag Solstad heraus und machte ihn damit im deutschsprachigen Raum bekannt: Elfter Roman, achtzehntes Buch (2004), Professor Andersens Nacht (2005), Scham und Würde (2007) und Armand V. (2008).
Einen besonderen Schwerpunkt bilden Übersetzungen englischsprachiger Werke, unter anderem von Andrea Barrett, Samuel Taylor Coleridge, Patrick Leigh Fermor, Tim Flannery, Martha Gellhorn, Patrick Hamilton, Bruce Eric Kaplan, Nella Larsen, Alice Munro, Roy Porter, Edward Said, Edith Wharton und David Garnett.
Außerdem veröffentlichte der Verlag Übersetzungen von Werken folgender Autoren: Sabahattin Ali, Théophile Gautier, Walentin Petrowitsch Katajew, Raja Rao, Cristina Peri Rossi, Khushwant Singh, Lew Nikolajewitsch Tolstoi, Iwan Sergejewitsch Turgenew, Louise de Vilmorin, Gustave Flaubert und Maxime Du Camp.
Darüber hinaus hat der Verlag seit 2004 auch Werke deutschsprachiger, besonders Schweizer Autoren wie Anita Siegfried, Richard Weihe, Bettina Querfurth, Sandra Hughes, Henriette Vásárhelyi, den Schweizer Buchpreisträger Jens Steiner und die 3sat-Preisträgerin Dana Grigorcea, herausgebracht.

## Auszeichnungen
- 2005 wurde Sabine Dörlemann für ihre Übersetzungen und ihre Tätigkeit als Verlegerin angelsächsischer Literatur mit dem Max Geilinger-Preis ausgezeichnet.
- 2008 erhielt der Dörlemann Verlag die Übersetzerbarke durch den Verband deutschsprachiger Übersetzer literarischer und wissenschaftlicher Werke, VdÜ, für seine Verdienste um die Literaturübersetzung. Aus der Preisrede: Die Verlegerin Sabine Dörlemann wagt es, weniger bekannte, aber erstklassige ausländische Autoren und weniger bekannte Werke renommierter internationaler Schriftsteller zu publizieren, vertraut sich also seit Bestehen ihres Verlages den Übersetzern an. Zum Beweis ihrer hohen Wertschätzung für deren Kunst hat sie es sich zum Prinzip gemacht hat, die von ihr Auftrag gegebenen Übersetzungen kompetent zu betreuen, fair zu bezahlen und ihren Teil für deren angemessene Würdigung zu leisten.
- 2015 wurde dem Dörlemann Verlag der ProLitteris-Förderpreis verliehen[3].
- 2023 wurde Dörlemann zum Schweizer Verlag des Jahres gekürt.